# Universitatea Paris 1 Panthéon-Sorbonne
Universitatea Paris 1 Panthéon-Sorbonne este una din cele șapte universități pariziene rezultate din dezmembrarea Universității Sorbona în 1971. Cuprinde 14 unități de studii și cercetare.

## Galerie

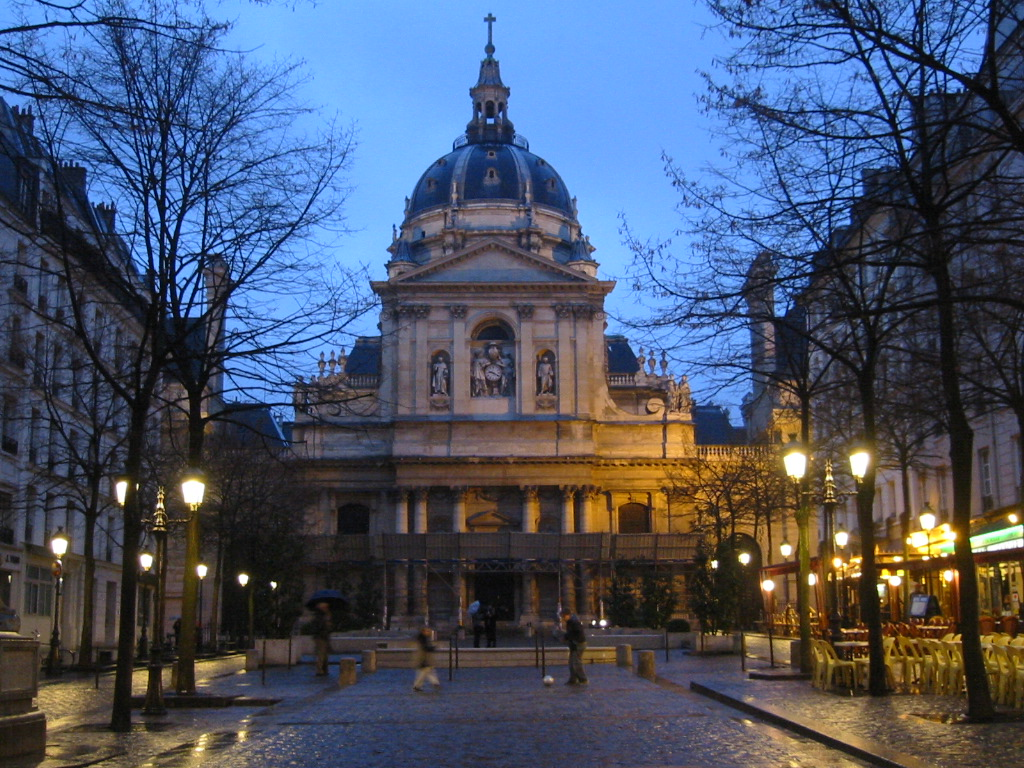
Clădirea istorică Sorbonne, în prezent e sediul Universității Paris 1 Panthéon-Sorbonne
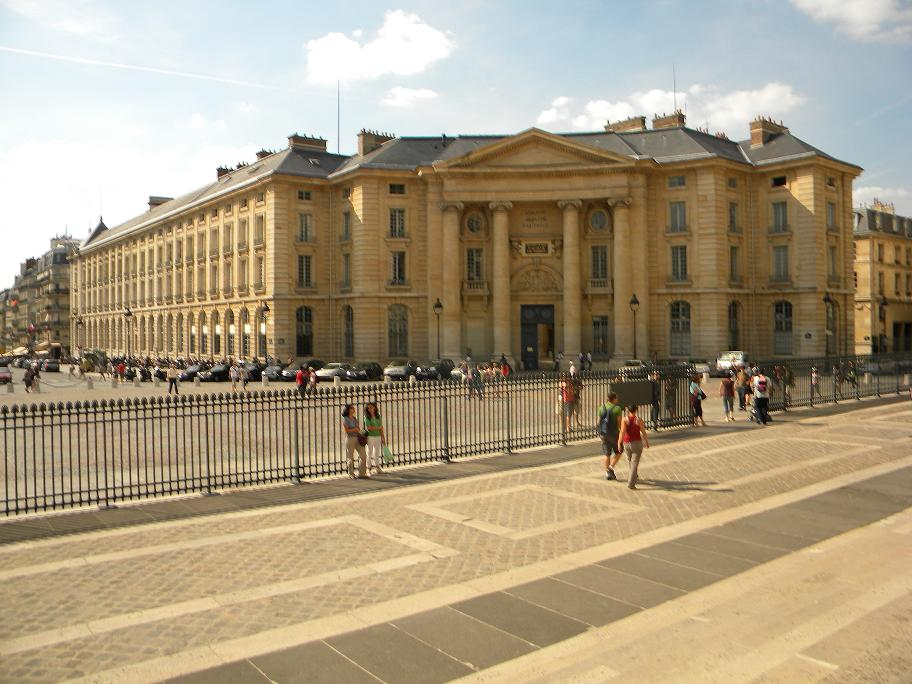
Fațada renumitei Facultății de Drept din Sorbona
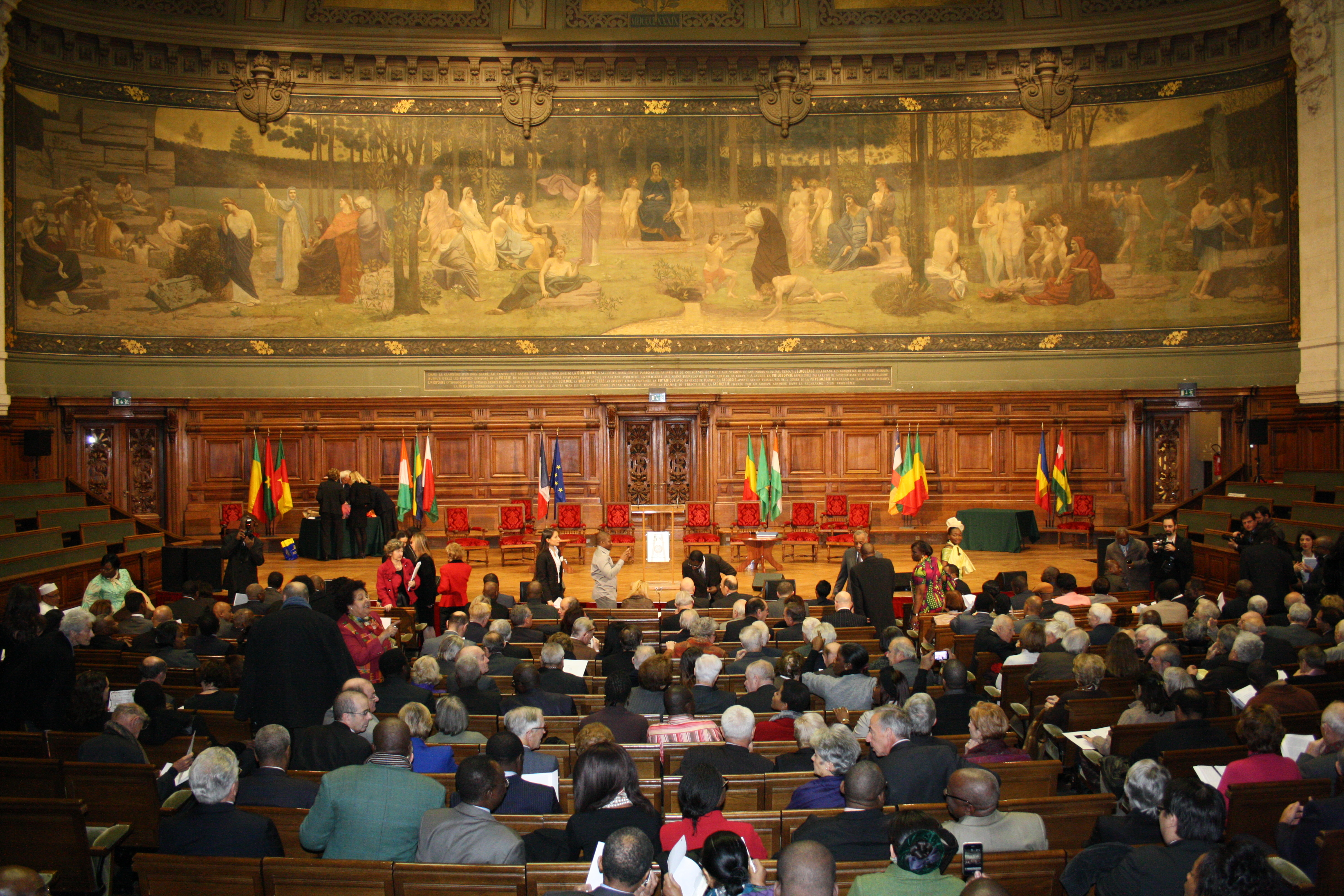
Marele Amfiteatru al Sorbonei